# The Penalty
The Penalty is een Amerikaanse stomme film uit 1920. De regie is van Wallace Worsley. De hoofdrol wordt gespeeld door Lon Cheney.
De film duurt 90 minuten en bevindt zich in het publiek domein.

## Rolverdeling
| Acteur             | Personage      |
| ------------------ | -------------- |
| Charles Clary      | Dr. Ferris     |
| Doris Pawn         | Barbary Nell   |
| James Mason        | Frisco Pete    |
| Lon Chaney sr.     | Blizzard       |
| Milton Ross        | Lichtenstein   |
| Ethel Grey Terry   | Rose           |
| Kenneth Harlan     | Dr. Wilmot     |
| Claire Adams       | Barbara Ferris |
| Montgomery Carlyle | A Crook        |
| Cesare Gravina     | Art Teacher    |
| Lee Phelps         | Policeman      |
| Madlaine Traverse  | Woman          |
| Edouard Trebaol    | Bubbles        |
| Clarence Wilson    | A Crook        |
| Wilson Hummel      |                |

## Verwijzingen
- (en)   The Penalty in de Internet Movie Database
- The Penalty op YouTube (complete film)